# Piru
Antonio Ruiz Nieto (Reinosa, Cantabria, 6 de mayo de 1956), conocido como Piru, es un exfutbolista español que se desempeñaba como centrocampista.

## Clubes
| Club                          | País   | Año       |
| ----------------------------- | ------ | --------- |
| Real Racing Club de Santander | España | 1978-1989 |